# Belomitra viridis
Belomitra viridis es una especie de  molusco gasterópodo marino de la familia Belomitridae.

## Distribución
Existe poca información sobre esta especie. Sólo se cuenta con hallazgos en cercanías de la bahía de Sagami, en Japón, a una profundidad de 1470-1500 m.

## Características
El holotipo y paratipo se encuentran perdidos, y no hay indicios de que la especie haya sido encontrada nuevamente desde la descripción original.